# 羽志主水
羽志 主水（はし もんど、1884年〈明治17年〉6月3日 - 1957年〈昭和32年〉2月26日）は、日本の小説家、外科医。
本名は松橋 紋三（まつはし もんぞう）で、「羽志主水」の名は本名から「松」を除いた「橋紋三」をもじった筆名である。
小説家としての活動期間は短いが、雑誌「新青年」に掲載した、戦前の北海道の過酷な労働環境を題材とした作品『監獄部屋』で、高い評価を得た。

## 経歴
長野県長野町（後の長野市）出身。旧制第四高等学校（後の金沢大学）を経て、東京帝国大学（後の東京大学）医学部へ進学し、1908年（明治45年）に卒業した。医師として山形の済生病院を経て、妻の父が東京の日本橋に土地を持っていた縁で、1916年（大正4年）か1917年（大正6年）頃に、日本橋本石町で開業した。
医学者にして作家でもある小酒井不木の紹介により、1925年（大正14年）、雑誌「新青年」に掲載された『蠅の肢』で、作家としてデビューした。『蠅の肢』は創作作品だが、当初はドイツ人の原作による翻訳作品の設定であり、名前の「松」をドイツ語に訳した「キーフェル（Kiefer）」を作者名とし、本名の残りの「橋紋三」をもじった「羽志主水」を翻訳者の名としたが、編集部に受け入れられなかったために創作として掲載され、「羽志主水」の名がそのまま筆名となった。翌1926年（大正14年）、当時の北海道の労働環境を題材とした『監獄部屋』で、複数の作家や評論家たちから絶賛を受けた。しかし同1926年の第3作『越後獅子』は、作中の誤りを読者から指摘された。「新青年」紙上での発表は、この3作のみである。
1926年（大正15年）には探偵趣味の会の同人となり、1929年（昭和4年）には、同会の雑誌「猟奇」にナンセンス短編作品『天祐』を発表した。日米開戦の12年も前に日本とアメリカの戦争を描いた作品で、日本が鉄不足により兵器が造れないところへ、隕石が落下し、その隕石から鉄を採取するという、SFに近い作品である。同作を最後に断筆した。
晩年の十年間は、江戸時代の川柳を研究していた。1957年（昭和32年）2月、心臓動脈瘤破裂で死去した。実子によれば、自宅で入浴をなかなか終えないので、様子を見に行くと死去しており、「あの真似ができたら最も幸せ」「最もうらやましい死に方でした」という。

## 人物
医学生時代は社会主義に傾倒し、社会主義者の幸徳秋水に心酔した。しかし羽志は下戸で、下戸の人物に多い性格として、飲酒者の醜態をひどく嫌っていたことに対して、幸徳は大の酒好きであった。あるときに幸徳が泥酔状態で演説したことで、羽志は立腹し、幸徳を足蹴にしてその場を飛び出した。その後は人生を正反対に転換すべく芝居小屋に立てこもり、これをきっかけに、芝居など演劇へ没頭した。
山形の医院での勤務時は歌舞伎に特に好み、週末は夕方の急行で上京して芝居見物をし、翌日の終電車で帰郷する生活を続けていた。芝居に加えて、落語や講釈も好んだ。特に落語好きは並外れており、4代目柳家小さん、5代目柳家小さんといった落語家たちとも親交があった。外科医として、4代目小さんの虫垂炎の手術も手がけた。6代目三遊亭圓生も自著において、自分の席に羽志がよく足を運んだこと、圓生自身も知らない知識を羽志から教わったことを述べていた。圓生の全集には、本名の「松橋紋三」名義で解説文を寄せた。
本業の医師としては、山形時代には頻繁に上京していたことから、かなり裕福だったと見られるが、東京での開業後は、成功とはいえなかった。圓生は羽志を「かなり大きな病院を経営されて」と語っていたが、実際には商才が無い上に、「医は仁術」として、裕福でない患者から治療費をとっておらず、さらに関東大震災で医院の建物が失われ、加えて妻が病気を患ったことで、金銭的には恵まれていなかった。学生時代のエピソードに見られる気性の激しい一面に反し、晩年は「仏様のよう」といわれるほど、穏やかな性格の人物であった。

## 評価
第2作『監獄部屋』が、羽志の代表作である。「新青年」掲載年の12月号の年末回顧記事「探偵小説壇の総決算」では、小説家の国枝史郎により「緊急な社会問題を含んでゐる点で、劃時代的の作である」「勝れた作で、読後も感銘深く幾時間か私は考へさせられました」、甲賀三郎により「余は敢へて氏を新作家の第一位に推したいと思ふ」「殆ど非の打ち所なき傑作である」と絶賛された。橋本五郎も「一番感心致しました。批評の余地はないと思ひます」と述べ、平林初之輔や本田緒生も、印象に残っている作品として名を挙げた。羽志が「新青年」誌上から去った後も、「猟奇」での『天祐』発表時に、国枝史郎が同誌で「も一度『監獄部屋』をお書きなさい」、江戸川乱歩が1935年（昭和10年）の『日本探偵小説傑作集』で「探偵小説愛好者の間に、いつまでも消えやらぬ印象を残している」「その題材は明かに一個の社会問題であって、プロレタリア文学風の題材と『意外』の痛快味とが、読者をそれ程もうったのであろう」と述べていたことから、依然として『監獄部屋』の評価が高かったことが窺える。
「新青年」終刊後も、後年には評論家の中島河太郎が『監獄部屋』について、「深刻な社会問題を爼上（そじょう）に載せながら、意外性を盛り込んだもので、当時のプロレタリア作家の問題意識に比べて、格段の相違がある」「かれら（= 戦前の北海道の労働者）を含む社会労働問題の弱点を正面から衝いていて、国産の探偵小説でこれほどの社会性を盛りあげた作品は類がない」、評論家の川本三郎も「恐怖小説の傑作」と評価した。もっとも羽志の実子の弁によれば、羽志自身は社会性云々ではなく、あくまで物語の結末のどんでん返しの妙を狙って執筆したのであり、その点において小説家の鮎川哲也は「意表をつくエンディングに仰天した」、「『瓶詰地獄』（夢野久作著）を読み終えた瞬間と共通したものがあり、そこに私は脱帽した」と述べた。
第3作『越後獅子』は、ラジオ放送とレコードを犯罪のアリバイ作りに利用する場面があり、日本のラジオ放送開始が1925年（大正14年）、本作発表がわずか翌年1926年（大正15年）でありことから、当時としては新しいアイディアといえた。鮎川はこのトリックを「外国にもあったが、羽志氏のほうが早いのではなかろうか」と述べている。しかし「新青年」1927年2月号の読者投稿欄では、2人の読者から作中の誤りを指摘されて、「羽志主水といふ人も困りものですな」「『越後獅子』を冒頭に置いた編輯者も罪は大きい」「知つたか振は歯が浮いて読むに堪へない」などと酷評された。断筆の理由は不明だが、医師としての多忙さに加え、この『越後獅子』の失敗が一因ともみられている。

## 作品リスト
- 「蠅の肢」『新青年』第6巻第9号、博文館、1925年8月、NCID AN00098206。
  - 『戦前探偵小説四人集』（論創社論創ミステリ叢書50、2011年）
- 「監獄部屋」『新青年』第7巻第4号、1926年3月。
  - 『新青年傑作選 第3巻 (恐怖・ユーモア小説編)』中島河太郎編（立風書房、1969年）
  - 『現代推理小説大系 8 (短編名作集)』（講談社、1973年）
  - 『大衆文学大系 30 (短篇 下)』（講談社、1973年）
  - 『骨まで凍る殺人事件』（角川文庫、1977年）
  - 『こんな探偵小説が読みたい 幻の探偵作家を求めて』鮎川哲也著（晶文社、1992年）
  - 『日本探偵小説全集 11 名作集 1』（創元推理文庫、1996年）
  - 『江戸川乱歩と13人の新青年 〈論理派〉編』ミステリー文学資料館編（光文社、2008年）
  - 『戦前探偵小説四人集』（論創社論創ミステリ叢書50、2011年）
- 「越後獅子」『新青年』第7巻第14号、1926年12月。
  - 『「新青年」傑作選 幻の探偵雑誌10』ミステリー文学資料館編（光文社、2002年）
  - 『戦前探偵小説四人集』（論創社論創ミステリ叢書50、2011年）
- 「天祐」『猟奇』第2巻第9号、探偵趣味の会、1929年5月。
  - 『戦前探偵小説四人集』（論創社論創ミステリ叢書50、2011年）

※実子の弁によれば、落語や講釈好きが高じて、『江戸市民』と題した本を刊行したというが、刊行年が確認できておらず、詳細は不詳である。